# Близнецы (созвездие)
Близнецы́ (лат. Gemini) — зодиакальное созвездие северного полушария неба, наиболее яркие звёзды — оранжевый Поллукс и белый Кастор, имеют блеск соответственно 1,16 и 1,59 визуальной звёздной величины. В созвездии Солнце находится с 20 июня по 20 июля и достигает точки летнего солнцестояния. Наилучшие условия видимости в декабре—январе.

## История
Созвездие известно с древнейших времён. Название «Великие Близнецы» окончательно закреплено за созвездием в текстах персидского и селевкидского периодов. По версии В. В. Емельянова, оно связано с ритуалами третьего месяца шумерского календаря (май-июнь) из города Ниппур. В одном из поздних месопотамских астрономических текстов говорится, что «Великие Близнецы = Лугальгирра и Месламтаэа = Син и Нергал». Исследователь считает, что ритуально-календарным смыслом ниппурского месяца был культ родства-двоичности, символизирующего единство явного и тайного.
Греки считали созвездие помещёнными на небо близнецами Диоскурами Кастором и Поллуксом (по основной версии; есть и альтернативные версии). Созвездие включено в каталог звёздного неба Клавдия Птолемея «Альмагест». В литературе XVI века на русском языке, например, в «Совещании божественных дел», созвездие называлось «близнецъ». Помимо Диоскуров, созвездие могло символизировать дуализм юного и зрелого Гора или ещё одну пару близнецов — Ромула и Рема.
В истории астрономии это созвездие известно тем, что в 1781 году Уильям Гершель открыл планету Уран близ звезды Пропус (η Близнецов), а в 1930 году Клайд Томбо открыл Плутон близ звезды Васат (δ Близнецов).

## Кастор и Поллукс
Звёзды Кастор (α Близнецов) и Поллукс (β Близнецов), расположенные на расстоянии 4,5°, представляют головы близнецов, Диоскуров, ноги которых, обращённые на юго-запад, стоят на Млечном Пути, примыкая к Ориону. Севернее 62° северной широты Кастор и Поллукс являются незаходящими звёздами, среди крупных городов мира, где они никогда не заходят за горизонт, Архангельск, Мурманск, Норильск, Рейкьявик, Якутск и некоторые другие.
Кастор — визуальная тройная система, причём оба его ярких компонента являются спектрально-двойными, а слабый — затменной двойной. Таким образом, Кастор — это скопление из шести звёзд. Их суммарная видимая звёздная величина 1,59m, и расстояние от Солнца 45 св. лет. Два ярких бело-голубых компонента с видимыми величинами 2 и 2,7 составляют визуальную двойную с угловым расстоянием 6″, обращающуюся вокруг общего центра масс с периодом около 400 лет. Каждый из компонентов — двойная система с орбитальными периодами 9,2 и 2,9 суток. Третий компонент удалён от них на 73″, состоит из двух красных карликов и является затменной двойной, изменяющей свой блеск от 8,6 до 9,1 звёздной величины с периодом 0,8 суток.
Звёздная величина оранжевого Поллукса 1,16m, расстояние 35 световых лет; его светимость в 35 раз выше солнечной.
Хотя Кастор светит слабее Поллукса, Байер обозначил его как α Близнецов. Объясняется это тем, что при нумерации близких по яркости звёзд одного созвездия Байер оставлял приоритет за более северной.

## Другие интересные объекты
В затменной двойной системе U Близнецов компоненты расположены так близко друг к другу, что вещество с одного из них (нормальная звезда) перетекает на поверхность другого (белый карлик). В скопившемся на поверхности белого карлика газе раз в несколько месяцев начинаются термоядерные реакции, приводящие к взрыву: на 1—2 дня блеск системы возрастает с 14 до 9 звёздной величины. Поэтому её называют карликовой новой.
Рассеянное скопление М 35, планетарная туманность Эскимос, или Клоун (NGC 2392), состоящая из звезды 10-й величины, окружённой яркой и однородной оболочкой, туманность Медуза.
В созвездии расположен пульсар Геминга
К звезде 37 Близнецов, похожей на Солнце, в 2001 году было отправлено радиопослание жителей Земли внеземным цивилизациям.